# Provincia di Berkane
La provincia di Berkane è una delle province del Marocco, parte della Regione Orientale.

## Geografia antropica

### Suddivisioni amministrative
La provincia di Berkane conta 6 municipalità e 10 comuni:

#### Municipalità
- Ahfir
- Ain Erreggada
- Aklim
- Berkane
- Bouhdila (o Būhdīlah)
- Saidia
- Sidi Slimane Echcharraa

#### Comuni
- Aghbal
- Boughriba
- Chouihia
- Fezouane
- Laatamna
- Madagh
- Rislane
- Sidi Bouhria
- Tafoughalt
- Zegzel